# San Fantin

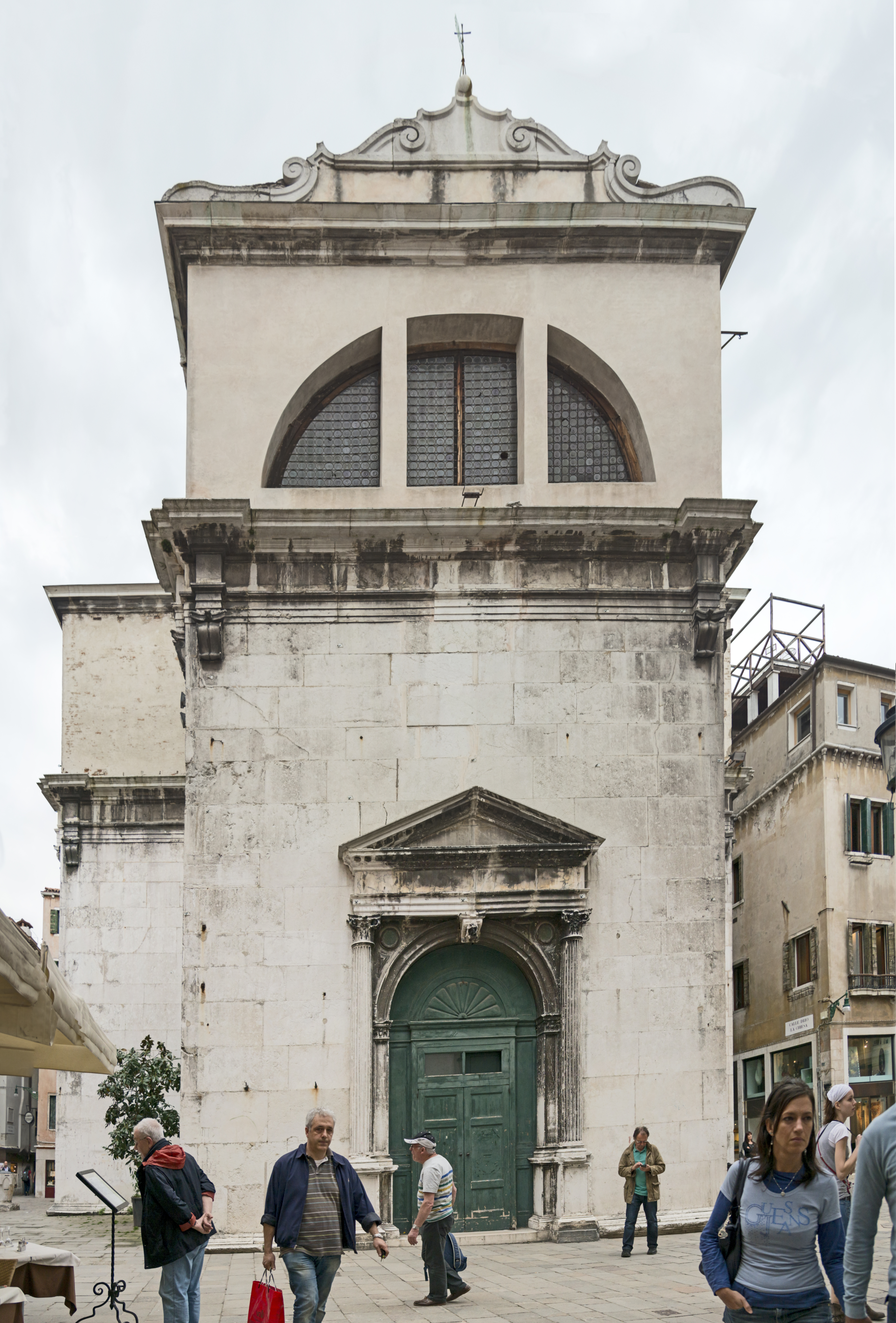
San Fantin

San Fantin, selten San Fantino genannt, ist eine Kirche im Sestiere San Marco am gleichnamigen Campo in Venedig, die im Wesentlichen zwischen 1507 und 1564 von Antonio Abbondi (Scarpagnino) und Jacopo Sansovino errichtet wurde. Sie befindet sich gegenüber dem Teatro La Fenice in der Nachbarschaft des Ateneo Veneto, der früheren Scuola Grande di San Fantin. Sie war zugleich die Zunftkirche der Scaleteri, der Verkäufer von Süßwaren, deren Schutzheiliger San Fantin ist.

## Geschichte
Die Gemeindekirche wurde vielleicht um 850, wahrscheinlich erst unter dem Patronat der Familien Barozzi, Aldicina und Equilia im Jahr 996 errichtet. Jedoch stammt das älteste Dokument aus dem Jahr 1127. Das Gebäude wurde unter den Pisani Ende des 12. Jahrhunderts nach einem Brand praktisch neugebaut. Die Pisani ließen auch die Ikone der Jungfrau aus dem Osten beschaffen. Im 15. Jahrhundert hieß die Kirche Santa Maria delle Grazie di San Fantino. Sie ist auf dem Plan der Stadt, den Jacopo de’ Barbari 1498 bis 1500 erstellte, gut zu erkennen. 

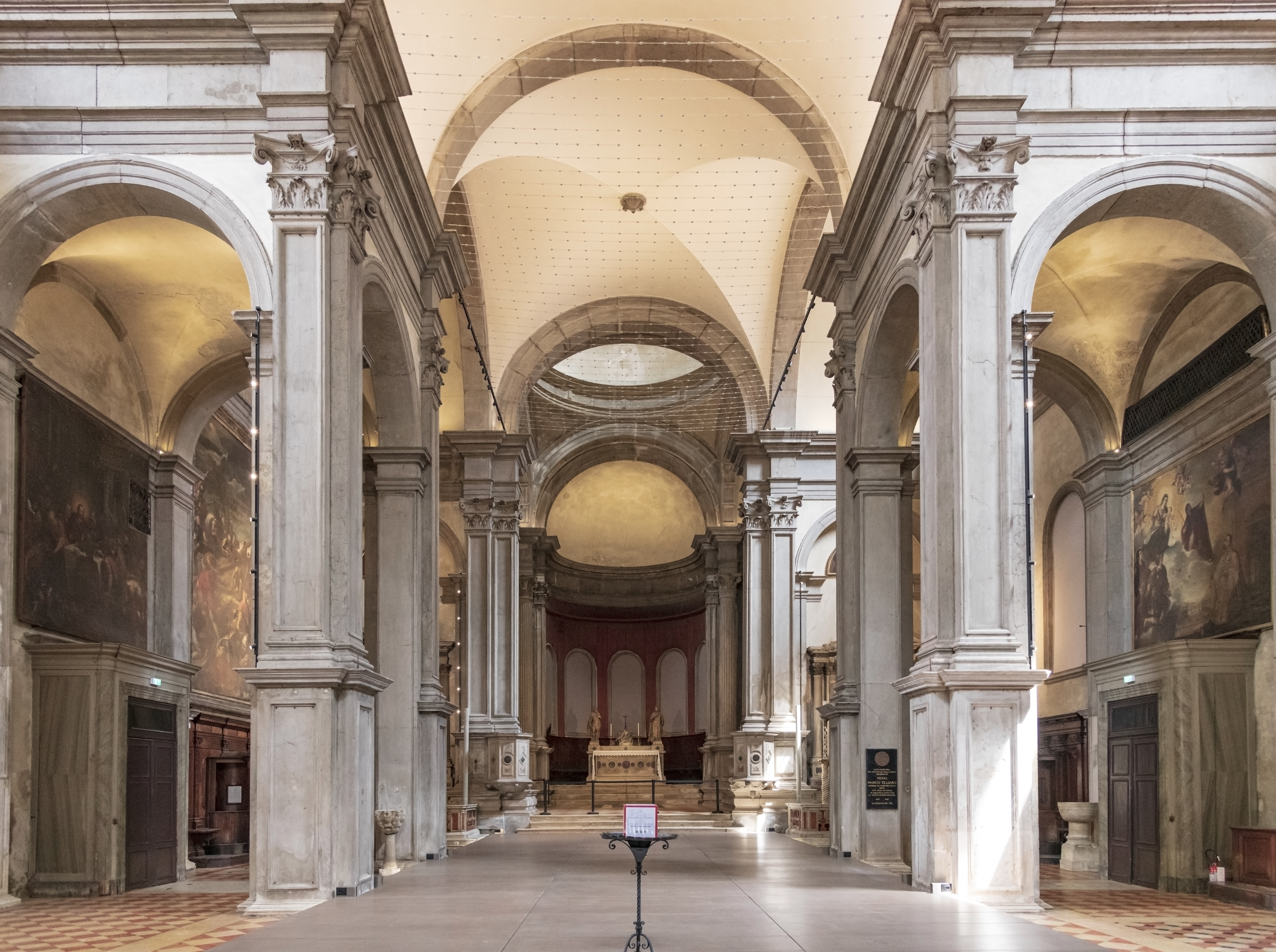
Innenansicht
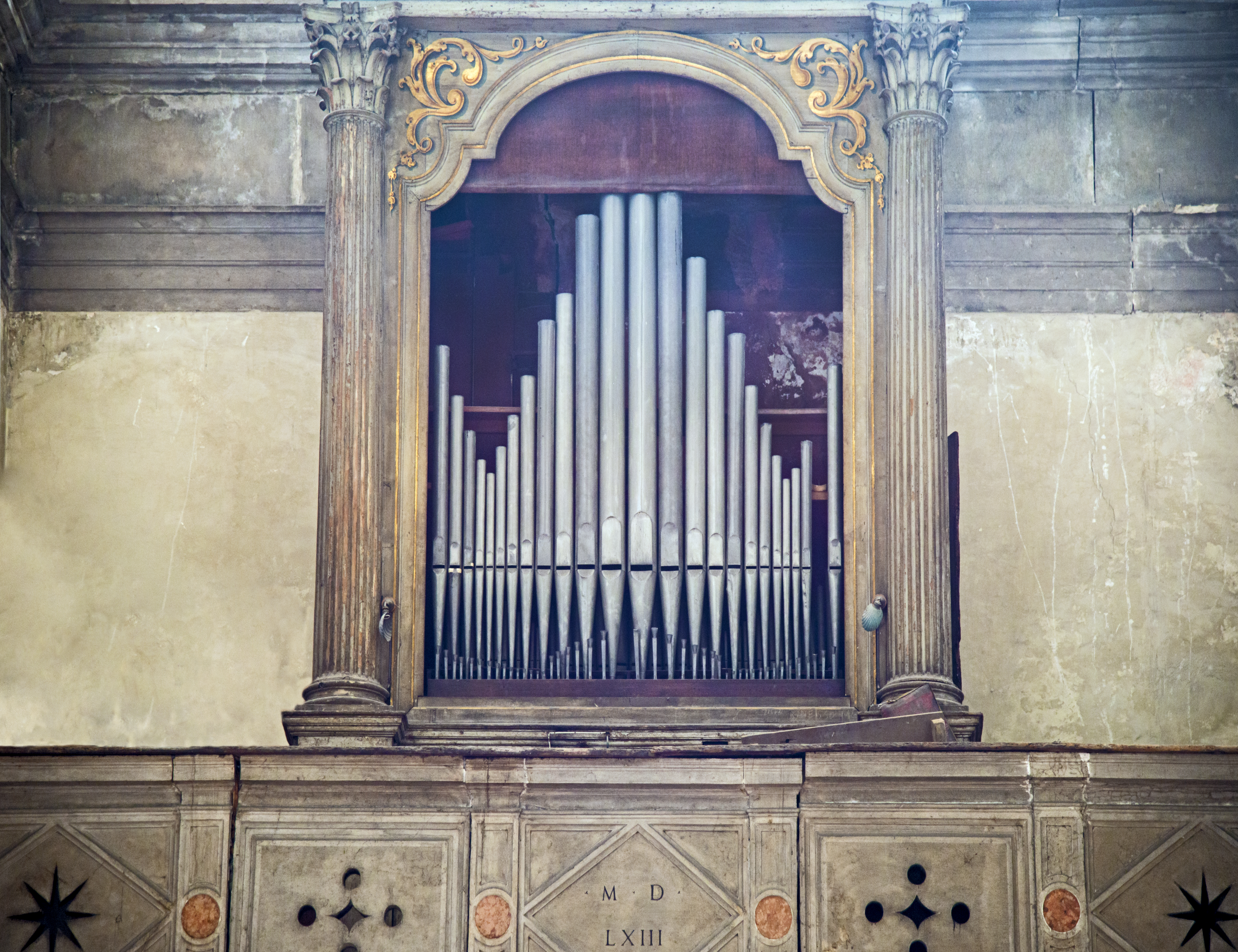
Die Orgel
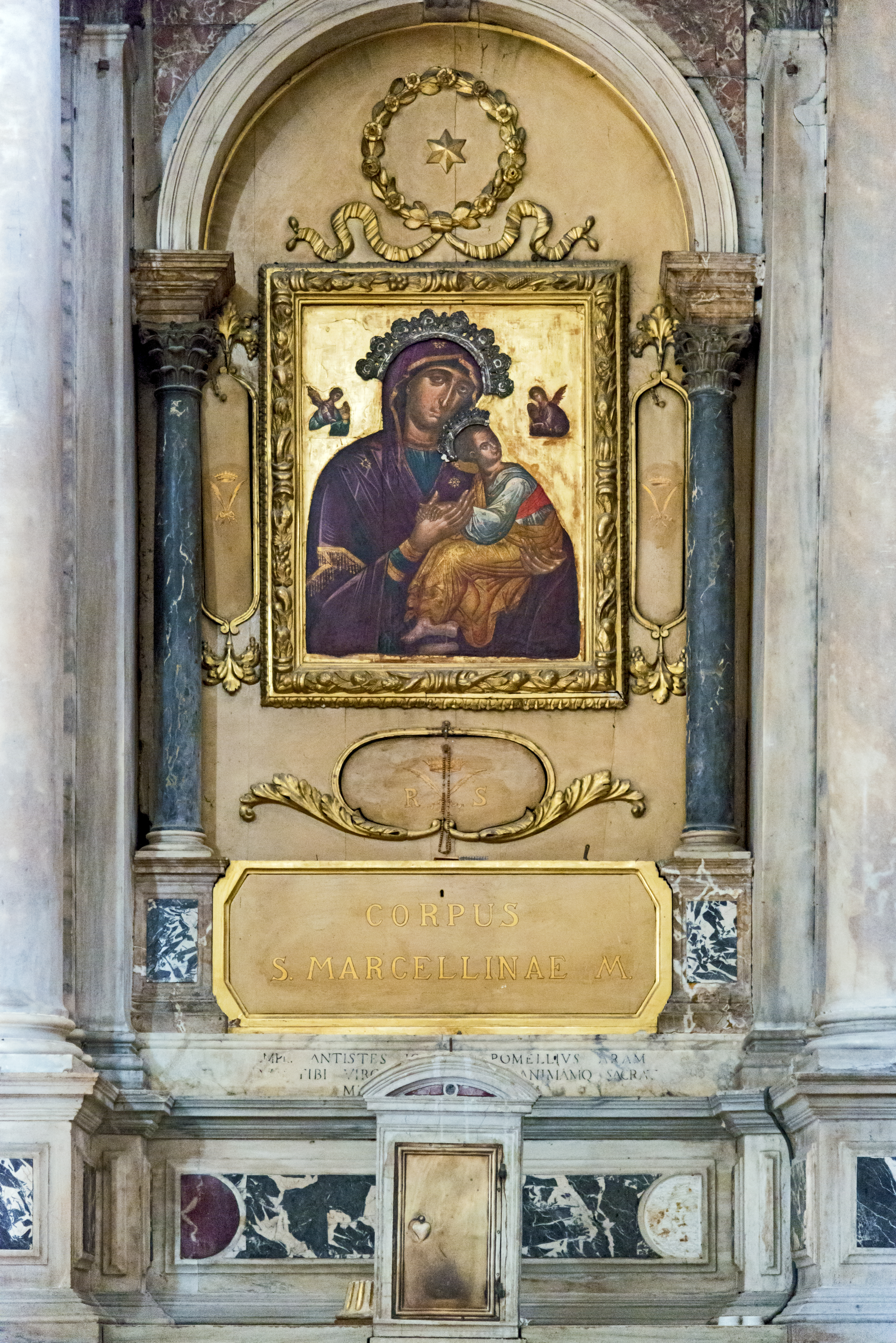
Ikone der Jungfrau Maria, von den Pisani wohl aus Byzanz beschafft

Der Umbau, den der Bischof von Vicenza, Kardinal Giovanni Battista Zeno († 1501) angestoßen hatte, kostete 10.000 Dukaten. Dazu gehörte auch, dass verschiedene Reliquien in die Kirche transferiert wurden, wie die der heiligen Marcellina sowie des heiligen Tryphon, des Schutzherrn von Cattaro, wie Flaminio Corner Mitte des 18. Jahrhunderts berichtet. 1506 wurde die Kirche abgerissen und 1507 begann der Neubau nach einem Entwurf Scarpagninos, der bis zu seinem Tod im Jahr 1549 an dem Bauwerk arbeitete. Jacopo Sansovino folgte ihm als Baumeister und Bildhauer nach, unterstützt vom Bildhauer Alessandro Vittoria, mit dem er in ein Konkurrenzverhältnis geriet. Die beiden gelten als bedeutendste Bildhauer ihrer Zeit. 
Verschiedene Werke wurden Pietro Lombardo und Sebastiano Mariani zugeschrieben. Über dem Eingang zur Sakristei befindet sich die Urne des Vinciguerra Dandolo, ein Werk von Tullio Lombardo.
1807 ließ Napoleon die Gemeinde, wie zahlreiche andere auch, auflösen. Gemeindekirche wurden nun San Moisè. Zwischen 1810 und 1867 übernahm diese Rolle in der österreichischen Zeit Santa Maria del Giglio, dann erneut San Moisè, nachdem Venetien 1866 an Italien gekommen war. 
1931 wurden kleine Häuser abgerissen, da sie nach Ansicht der Zeitgenossen den Blick auf die Apsis von Sansovino versperrten. Anfang des 21. Jahrhunderts wurde die Kirche aufwändig restauriert.